# Hebeloma candidipes
Hebeloma candidipes är en svampart som beskrevs av Bruchet 1970. Enligt Catalogue of Life ingår Hebeloma candidipes i släktet fränskivlingar,  och familjen Strophariaceae, men enligt Dyntaxa är tillhörigheten istället släktet fränskivlingar,  och familjen buktryfflar. Artens status i Sverige är: Ej påträffad. Inga underarter finns listade i Catalogue of Life.